# ستيوارت غالاشر
ستيوارت غالاشر (بالإنجليزية: Stuart Gallacher)‏ هو لاعب اتحاد الرغبي بريطاني، ولد في 22 مايو 1946 في لنلي ‏ في المملكة المتحدة، وتوفي في 19 أكتوبر 2014.